# Scruff
Rovelló (título en Español Scruff) es una serie de animación catalana creada por Antoni D'Ocon en 1999, basada en la novela Rovelló del escritor Josep Vallverdú. Fue emitida en El 33 (antiguo Canal 33) desde el 1 de noviembre de 2000 hasta el 29 de octubre de 2004. Narra la historia de un cachorro de perro llamado Scruff, que es adoptado por una familia de granjeros.

## Historia

### Origen
El escritor Josep Vallverdú realizó una novela infantil titulada Rovelló, que publicó La Galera, S. A. en catalán en 1969. Esta novela cuenta la historia de un cachorro de perro que, tras perderse en el bosque, es acogido por una familia de granjeros. Fuera de la masía, vive un montón de aventuras en las que conoce a muchos personajes de todo tipo. La obra de Vallverdú fue traducida al español como Polvorón en 1993 y fue galardonada con el Premio de Honor de las Letras Catalanas en el año 2000.

### La serie y la saga cinematográfica
Antoni D'Ocon, fundador de D'Ocon Films Productions, creó la serie en 1999. Estrenada en el Canal 33 (actual El 33) el 1 de noviembre de 2000, la serie goza de mucha popularidad en Cataluña —donde aún se emite—. También tuvo mucha popularidad fuera de la comunidad autónoma, siendo emitida en el resto de España, varios países del resto de Europa y América, Japón y Australia. Tras el final de la serie el 29 de octubre de 2004, la historia del perro continuó en la saga cinematográfica homónima, compuesta de 6 películas estrenadas entre 2005 y 2007 —la última de ellas ganó del premio Gaudí a mejor película animada en 2009— que también obtuvo mucho éxito de audiencia.

### Cierre de D'Ocon Films Productions
D'Ocon Films Productions se declaró en suspensión de pagos y cerró en 2012; en su lugar, Motion Pictures adquirió los derechos de explotación de las series y películas de D'Ocon, incluida Scruff.

## Argumento
Las historias transcurren en un pueblo ficticio llamado Navell (Cataluña, España), en la actualidad. Scruff es un perro pequeño inquieto y con muchas ganas de aprender. Adquirido por una familia de turistas en Navell, se pierde en un bosque cercano y es recogido por un joven granjero tras pasar una mala noche. Fue adoptado en una granja, donde vive muchas aventuras.

## Personajes

### Animales
- Rovelló (versión original en catalán) o Scruff (versión en español): Es un cachorro de perro al que le encanta jugar y aprender, y que tiene un gran olfato para buscar setas. Vive en la masía Tolosa.
- Guitarra (ambas versiones): Es una vieja pulga que acompaña a Scruff, al cual aconseja qué hacer en determinadas ocasiones. Toca la guitarra, de ahí su nombre. Vive en la masía Tolosa.
- Calabobos (versión en español) o Mullat (versión original en catalán): Es un cachorro de perro que juega mucho con Scruff, el cual es su mejor amigo. Vive en la masía Tolosa.
- Sanda (ambas versiones): Es una perra adulta, madre de Calabobos, que procura proteger a los cachorros de los peligros. Vive en la masía Tolosa.
- Zarpas (versión en español) o Mèu (versión original en catalán): Es un gato que suele incordiar a Scruff. Vive en la masía Tolosa.
- Pedigrí (versión en español) o Coloma (versión original en catalán): Es una cachorro de perro algo pija que sale con Scruff. Vive en la casa Palacios.
- Malavida (versión en español) o Comfuig (versión original en catalán): Es un zorro que le habla a Scruff sobre la vida salvaje y su perspectiva sobre los humanos. Vive en el bosque.
- Sabueso (versión en español) o Trufot (versión original en catalán): Es un perro adulto que suele fastidiar a Scruff y que tiene un gran olfato para buscar trufas. Vive en el castillo de Trufante, su dueño.
- Sábanas (versión en español) o Belluguet (versión original en catalán): Es el espíritu de un hurón que ayuda a Scruff a resolver misterios. Vive en la masía Tolosa.

### Humanos
- Luis Tolosa (versión en español) o Llisot Tolosa (versión original en catalán): Es un joven granjero, dueño y amigo de Scruff, al que le encanta buscar setas. También es novio de Eva. Vive en la masía Tolosa, propiedad de sus tíos.
- Pablo Tolosa (versión en español) o Pauet Tolosa (versión original en catalán): Es un viejo granjero, tío de Luis y esposo de Nora, que se dedica a la labranza y a la caza. Vive en la masía Tolosa, su propiedad.
- Nora (versión en español) o Nyera (versión original en catalán): Es una vieja granjera, tía de Luis y esposa de Pablo, que se dedica a las labores del hogar y al alimento de los animales. Vive en la masía Tolosa, su propiedad.
- Eva Palacios (versión en español) u Oriana Canut (versión original en catalán): Es una joven de familia acaudalada, dueña y amiga de Pedigrí. También es novia de Luis. Vive en la casa Palacios, propiedad de sus padres.
- Mateo Palacios (versión en español) o Mateu Canut (versión original en catalán): Es un burgués, padre de Eva, que procura lo mejor para su hija. Vive en la casa Palacios, su propiedad.
- Trufante (versión en español) o Fredolic (versión original en catalán). Es un comerciante deshonesto que procura conseguir dinero estafando a sus clientes, que le encanta buscar trufas y que suele fastidiar a Scruff y sus amos. Vive en el castillo de su propiedad.
- Gran Circus (ambas versiones): Es un payaso inmoral que suele fastidiar a Scruff y sus amos. Vive en el circo de su propiedad.

## Equipo técnico y reparto

### Equipo técnico
- Producción: D'Ocon Films Productions, La Galera, S. A. y Televisió de Catalunya.
- Grabación: Audioprojects.
- Creación: Antoni D'Ocon y Josep Vallverdú.
- Dirección: Antoni D'Ocon.
- Producción ejecutiva: Antoni D'Ocon.
- Producción asociada: Benet Llevaría.
- Guion: Josep Penya, Ramón Herrero, Antoni Babía y Antoni D'Ocon.
- Dirección de grabación: Jordi Royo.
- Música: Theo Jaskolkowsky.
- Letra: Laura Cerdán.
- Realización: Víctor Luna y Jordi Igual.

### Reparto
| Personaje         | Actor de voz (España) (en catalán y español) |
| ----------------- | -------------------------------------------- |
| Scruff/Rovelló    | Roser Aldabó                                 |
| Guitarra          | Francesc Rocamora                            |
| Luis/Llisot       | Enrique Hernández                            |
| Nora/Nyera        | Carme Capdet                                 |
| Pablo/Pauet       | Vicente Gil                                  |
| Sábanas/Belluguet | Vicente Gil                                  |
| Calabobos/Mullat  | Diana de Guzmán                              |
| Sanda             | Nuria Cepero                                 |
| Zarpas/Mèu        | Jordi Nogueras                               |
| Pedigrí/Coloma    | Marta Estrada                                |
| Eva/Oriana        | Elvira García                                |
| Mateo/Mateu       | Ricky Coello                                 |
| Trufante/Fredolic | Ricky Coello                                 |
| Malavida/Comfuig  | Albert Roig                                  |
| Sabueso/Trufot    | Albert Vilcan                                |
| Gran Circus       | Albert Vilcan                                |

## Episodios
| Temporada | Temporada | Episodios | Cataluña (España)      | Cataluña (España)      | España (escala nacional) | España (escala nacional) |
| Temporada | Temporada | Episodios | Comienzo               | Final                  | Comienzo                 | Final                    |
| --------- | --------- | --------- | ---------------------- | ---------------------- | ------------------------ | ------------------------ |
|           | 1         | 26        | 1 de noviembre de 2000 | 6 de diciembre de 2000 | 12 de febrero de 2001    | 19 de marzo de 2001      |
|           | 2         | 27        | 1 de enero de 2002     | 6 de diciembre de 2002 | 28 de enero de 2002      | 24 de diciembre de 2002  |
|           | 3         | 52        | 12 de agosto de 2004   | 29 de octubre de 2004  | 3 de enero de 2005       | 23 de febrero de 2005    |
| Total     | Total     | 105       | 2000                   | 2004                   | 2001                     | 2005                     |

### Primera temporada (2000)
| Episodio (serie) | Episodio (temporada) | Título                                                                   | Fecha de emisión en Cataluña (España) | Fecha de emisión en España (escala nacional) |
| ---------------- | -------------------- | ------------------------------------------------------------------------ | ------------------------------------- | -------------------------------------------- |
| 1                | 1                    | «Se busca casa» «La cerca d'una llar»                                    | 1 de noviembre de 2000 (Canal 33)     | 12 de febrero de 2001 (Club Super3)          |
| 2                | 2                    | «¿Qué hacemos con ese perro?» «Què en farem d'aquest gos?»               | 2 de noviembre de 2000 (Canal 33)     | 13 de febrero de 2001 (Club Super3)          |
| 3                | 3                    | «La maldición de los tres perros» «La maledicció dels tres gossos»       | 3 de noviembre de 2000 (Canal 33)     | 14 de febrero de 2001 (Club Super3)          |
| 4                | 4                    | «La manía de comer huevos» «Fal·lera d'ous»                              | 6 de noviembre de 2000 (Canal 33)     | 15 de febrero de 2001 (Club Super3)          |
| 5                | 5                    | «Felices fiestas» «Ara ve Nadal...»                                      | 7 de noviembre de 2000 (Canal 33)     | 16 de febrero de 2001 (Club Super3)          |
| 6                | 6                    | «Convertido en reclamo» «Convertit en reclam»                            | 8 de noviembre de 2000 (Canal 33)     | 19 de febrero de 2001 (Club Super3)          |
| 7                | 7                    | «Un perro de circo» «Un gos de circ»                                     | 9 de noviembre de 2000 (Canal 33)     | 20 de febrero de 2001 (Club Super3)          |
| 8                | 8                    | «Estrella del circo» «Estrella del circ»                                 | 10 de noviembre de 2000 (Canal 33)    | 21 de febrero de 2001 (Club Super3)          |
| 9                | 9                    | «La cacería del zorro» «A la caça de la guineu»                          | 13 de noviembre de 2000 (Canal 33)    | 22 de febrero de 2001 (Club Super3)          |
| 10               | 10                   | «Guiando el rebaño» «Aprenent de gos d'atura»                            | 14 de noviembre de 2000 (Canal 33)    | 23 de febrero de 2001 (Club Super3)          |
| 11               | 11                   | «Una lata en la cola» «Una llauna a la cua»                              | 15 de noviembre de 2000 (Canal 33)    | 26 de febrero de 2001 (Club Super3)          |
| 12               | 12                   | «La huida» «La fugida»                                                   | 16 de noviembre de 2000 (Canal 33)    | 27 de febrero de 2001 (Club Super3)          |
| 13               | 13                   | «Prisioneros del mundo» «Presoners de la por»                            | 17 de noviembre de 2000 (Canal 33)    | 28 de febrero de 2001 (Club Super3)          |
| 14               | 14                   | «Marcando el territorio» «La marca del territori»                        | 20 de noviembre de 2000 (Canal 33)    | 1 de marzo de 2001 (Club Super3)             |
| 15               | 15                   | «Dos familias para un solo perro» «Dues famílies per a un sol gos»       | 21 de noviembre de 2000 (Canal 33)    | 2 de marzo de 2001 (Club Super3)             |
| 16               | 16                   | «El héroe de Navell» «L'heroi de Navell»                                 | 22 de noviembre de 2000 (Canal 33)    | 5 de marzo de 2001 (Club Super3)             |
| 17               | 17                   | «Scruff y Luis, sociedad limitada» «Rovelló & Llisot, societat limitada» | 23 de noviembre de 2000 (Canal 33)    | 6 de marzo de 2001 (Club Super3)             |
| 18               | 18                   | «¡Con eso no se juega!» «Amb això no s'hi juga»                          | 24 de noviembre de 2000 (Canal 33)    | 7 de marzo de 2001 (Club Super3)             |
| 19               | 19                   | «Olor de aventura» «Olor d'aventura»                                     | 27 de noviembre de 2000 (Canal 33)    | 8 de marzo de 2001 (Club Super3)             |
| 20               | 20                   | «Pensando siempre en Pedigrí» «Coloma, Coloma, Coloma!!!»                | 28 de noviembre de 2000 (Canal 33)    | 9 de marzo de 2001 (Club Super3)             |
| 21               | 21                   | «Fugitivos» «Fugitius»                                                   | 29 de noviembre de 2000 (Canal 33)    | 12 de marzo de 2001 (Club Super3)            |
| 22               | 22                   | «Premios y más premios» «Premis i més premis»                            | 30 de noviembre de 2000 (Canal 33)    | 13 de marzo de 2001 (Club Super3)            |
| 23               | 23                   | «Por una tortilla de setas» «Per una truita de rovellons»                | 1 de diciembre de 2000 (Canal 33)     | 14 de marzo de 2001 (Club Super3)            |
| 24               | 24                   | «Subir la roca» «La pujada a la roca»                                    | 4 de diciembre de 2000 (Canal 33)     | 15 de marzo de 2001 (Club Super3)            |
| 25               | 25                   | «¿Dónde estás, Zarpas?» «On és el Mèu?»                                  | 5 de diciembre de 2000 (Canal 33)     | 16 de marzo de 2001 (Club Super3)            |
| 26               | 26                   | «Época de despedidas» «És l'hora dels adéus»                             | 6 de diciembre de 2000 (Canal 33)     | 19 de marzo de 2001 (Club Super3)            |

### Segunda temporada (2002)
| Episodio (serie) | Episodio (temporada) | Título                                                                                             | Fecha de emisión en Cataluña (España) | Fecha de emisión en España (escala nacional) |
| ---------------- | -------------------- | -------------------------------------------------------------------------------------------------- | ------------------------------------- | -------------------------------------------- |
| 27               | 1                    | «Inútiles y prescindibles» «Inútils i prescindibles»                                               | 1 de enero de 2002 (El 33)            | 28 de enero de 2002 (Club Super3)            |
| 28               | 2                    | «Insolación» «Cop de sol»                                                                          | 1 de enero de 2002 (El 33)            | 29 de enero de 2002 (Club Super3)            |
| 29               | 3                    | «El último macho» «L'últim mascle»                                                                 | 1 de enero de 2002 (El 33)            | 30 de enero de 2002 (Club Super3)            |
| 30               | 4                    | «Examen de primer curso» «Examen de primer curs»                                                   | 1 de enero de 2002 (El 33)            | 31 de enero de 2002 (Club Super3)            |
| 31               | 5                    | «Pablo y Nora están fuera» «El Pauet i la Nyera són fora»                                          | 2 de enero de 2002 (El 33)            | 1 de febrero de 2002 (Club Super3)           |
| 32               | 6                    | «Luis, mecánico de ciudad» «Llisot, mecànic de ciutat»                                             | 3 de enero de 2002 (El 33)            | 4 de febrero de 2002 (Club Super3)           |
| 33               | 7                    | «Jubilación anticipada» «Jubilació anticipada»                                                     | 4 de enero de 2002 (El 33)            | 5 de febrero de 2002 (Club Super3)           |
| 34               | 8                    | «Vecinos enfrentados» «Veïns enfrontats»                                                           | 5 de enero de 2002 (El 33)            | 6 de febrero de 2002 (Club Super3)           |
| 35               | 9                    | «El disgusto de Pedigrí» «El disgust de la Coloma»                                                 | 6 de enero de 2002 (El 33)            | 7 de febrero de 2002 (Club Super3)           |
| 36               | 10                   | «Invisible» «Rovelló invisible»                                                                    | 7 de enero de 2002 (El 33)            | 8 de febrero de 2002 (Club Super3)           |
| 37               | 11                   | «Haciendo de zorro» «Fent de guineu»                                                               | 12 de enero de 2002 (El 33)           | 11 de febrero de 2002 (Club Super3)          |
| 38               | 12                   | «Cambio de papeles» «Canvi de papers»                                                              | 13 de enero de 2002 (El 33)           | 12 de febrero de 2002 (Club Super3)          |
| 39               | 13                   | «América» «Amèrica»                                                                                | 19 de enero de 2002 (El 33)           | 13 de febrero de 2002 (Club Super3)          |
| 40               | 14                   | «Rosas y libros» «Roses i llibres»                                                                 | 25 de mayo de 2002 (El 33)            | 1 de julio de 2002 (Club Super3)             |
| 41               | 15                   | «Sueños dulces y amargos» «Somnis dolços i amargants»                                              | 26 de mayo de 2002 (El 33)            | 2 de julio de 2002 (Club Super3)             |
| 42               | 16                   | «El secuestro de la castañera» «El segrest de la castanyera»                                       | 1 de junio de 2002 (El 33)            | 3 de julio de 2002 (Club Super3)             |
| 43               | 17                   | «Unos troncos muy generosos» «Uns troncs molt generosos»                                           | 2 de junio de 2002 (El 33)            | 4 de julio de 2002 (Club Super3)             |
| 44               | 18                   | «Perseguidos» «Fugitius»                                                                           | 8 de junio de 2002 (El 33)            | 5 de julio de 2002 (Club Super3)             |
| 45               | 19                   | «Desmemoriado» «Desmemoriat»                                                                       | 9 de junio de 2002 (El 33)            | 8 de julio de 2002 (Club Super3)             |
| 46               | 20                   | «Yo no soy yo» «Jo no sóc jo»                                                                      | 15 de junio de 2002 (El 33)           | 9 de julio de 2002 (Club Super3)             |
| 47               | 21                   | «Sé tú mismo» «Sigues tu mateix»                                                                   | 16 de junio de 2002 (El 33)           | 10 de julio de 2002 (Club Super3)            |
| 48               | 22                   | «El príncipe destronado» «El príncep destronat»                                                    | 22 de junio de 2002 (El 33)           | 11 de julio de 2002 (Club Super3)            |
| 49               | 23                   | «El tesoro más valioso» «El tresor més valuós»                                                     | 23 de junio de 2002 (El 33)           | 12 de julio de 2002 (Club Super3)            |
| 50               | 24                   | «La primavera ya está aquí» «La primavera ja és aquí»                                              | 24 de junio de 2002 (El 33)           | 15 de julio de 2002 (Club Super3)            |
| 51               | 25                   | «Ni nieve, ni Zarpas» «Ni neu, ni Mèu»                                                             | 24 de junio de 2002 (El 33)           | 16 de julio de 2002 (Club Super3)            |
| 52               | 26                   | «El día que Scruff no pudo celebrar su santo» «El día que el Rovelló no va poder celebrar el sant» | 6 de diciembre de 2002 (El 33)        | 24 de diciembre de 2002 (Club Super3)        |
| 53               | 27                   | «¿Dónde está Scruff?» «On ets Rovelló?»                                                            | 6 de diciembre de 2002 (El 33)        | 24 de diciembre de 2002 (Club Super3)        |

### Tercera temporada (2004)
| Episodio (serie) | Episodio (temporada) | Título                                                                                             | Fecha de emisión en Cataluña (España) | Fecha de emisión en España (escala nacional) |
| ---------------- | -------------------- | -------------------------------------------------------------------------------------------------- | ------------------------------------- | -------------------------------------------- |
| 54               | 1                    | «¡Fuego!» «Foc!»                                                                                   | 12 de agosto de 2004 (El 33)          | 3 de enero de 2005 (Canal Super Ñ)           |
| 55               | 2                    | «Canta que cantarás (las coplas)» «Canta que cantaràs (les caramelles)»                            | 13 de agosto de 2004 (El 33)          | 4 de enero de 2005 (Canal Super Ñ)           |
| 56               | 3                    | «¡Inocente!» «Innocent!»                                                                           | 16 de agosto de 2004 (El 33)          | 5 de enero de 2005 (Canal Super Ñ)           |
| 57               | 4                    | «Con la miel en la boca» «Amb la mel a la boca»                                                    | 17 de agosto de 2004 (El 33)          | 6 de enero de 2005 (Canal Super Ñ)           |
| 58               | 5                    | «En la Luna» «Enllunats»                                                                           | 18 de agosto de 2004 (El 33)          | 7 de enero de 2005 (Canal Super Ñ)           |
| 59               | 6                    | «Juegos florales en Navell» «Els jocs florals a Navell»                                            | 19 de agosto de 2004 (El 33)          | 8 de enero de 2005 (Canal Super Ñ)           |
| 60               | 7                    | «La cabalgata de san Antonio» «El Tres Tombs»                                                      | 20 de agosto de 2004 (El 33)          | 9 de enero de 2005 (Canal Super Ñ)           |
| 61               | 8                    | «Los diablos» «Els diables»                                                                        | 23 de agosto de 2004 (El 33)          | 10 de enero de 2005 (Canal Super Ñ)          |
| 62               | 9                    | «La fiesta del árbol» «La festa de l'arbre»                                                        | 24 de agosto de 2004 (El 33)          | 11 de enero de 2005 (Canal Super Ñ)          |
| 63               | 10                   | «Buena y mala suerte» «Bona i mala sort»                                                           | 25 de agosto de 2004 (El 33)          | 12 de enero de 2005 (Canal Super Ñ)          |
| 64               | 11                   | «El padrino» «El padrí»                                                                            | 26 de agosto de 2004 (El 33)          | 13 de enero de 2005 (Canal Super Ñ)          |
| 65               | 12                   | «La primera cereza» «La primera cirera»                                                            | 27 de agosto de 2004 (El 33)          | 14 de enero de 2005 (Canal Super Ñ)          |
| 66               | 13                   | «Cuentos al calor del fuego» «Contes a la vora del foc»                                            | 30 de agosto de 2004 (El 33)          | 15 de enero de 2005 (Canal Super Ñ)          |
| 67               | 14                   | «Scruff, no te dejaré nunca» «Rovelló, no et deixaré mai»                                          | 31 de agosto de 2004 (El 33)          | 16 de enero de 2005 (Canal Super Ñ)          |
| 68               | 15                   | «El perro mensajero» «El gos missatger»                                                            | 1 de septiembre de 2004 (El 33)       | 17 de enero de 2005 (Canal Super Ñ)          |
| 69               | 16                   | «El hombre de la lluvia» «L'home de la pluja»                                                      | 2 de septiembre de 2004 (El 33)       | 18 de enero de 2005 (Canal Super Ñ)          |
| 70               | 17                   | «Cachorro para siempre» «Cadell per sempre»                                                        | 3 de septiembre de 2004 (El 33)       | 19 de enero de 2005 (Canal Super Ñ)          |
| 71               | 18                   | «No dar abasto» «No donar l'abast»                                                                 | 6 de septiembre de 2004 (El 33)       | 20 de enero de 2005 (Canal Super Ñ)          |
| 72               | 19                   | «El monumento» «El monument»                                                                       | 7 de septiembre de 2004 (El 33)       | 21 de enero de 2005 (Canal Super Ñ)          |
| 73               | 20                   | «Lo que es y lo que parece ser» «El que és i el que sembla que és»                                 | 8 de septiembre de 2004 (El 33)       | 22 de enero de 2005 (Canal Super Ñ)          |
| 74               | 21                   | «Ley de vida» «Llei de vida»                                                                       | 9 de septiembre de 2004 (El 33)       | 23 de enero de 2005 (Canal Super Ñ)          |
| 75               | 22                   | «Guirigallus Muscarius»                                                                            | 10 de septiembre de 2004 (El 33)      | 24 de enero de 2005 (Canal Super Ñ)          |
| 76               | 23                   | «Ya no siempre estoy feliz» «Ja no sempre estic content»                                           | 13 de septiembre de 2004 (El 33)      | 25 de enero de 2005 (Canal Super Ñ)          |
| 77               | 24                   | «Luis está celoso» «El Llisot està gelós»                                                          | 14 de septiembre de 2004 (El 33)      | 26 de enero de 2005 (Canal Super Ñ)          |
| 78               | 25                   | «El conde Scruff» «Comte Rovelló»                                                                  | 15 de septiembre de 2004 (El 33)      | 27 de enero de 2005 (Canal Super Ñ)          |
| 79               | 26                   | «Trufante y Gran Circus, dueños de la masía Tolosa» «Fredolic i Gran Circus amos de Mas Tolosa»    | 17 de septiembre de 2004 (El 33)      | 28 de enero de 2005 (Canal Super Ñ)          |
| 80               | 27                   | «Los perros trotamundos» «Els gossos rodamons»                                                     | 17 de septiembre de 2004 (El 33)      | 29 de enero de 2005 (Canal Super Ñ)          |
| 81               | 28                   | «Teoría o práctica» «Teoría o pràctica»                                                            | 20 de septiembre de 2004 (El 33)      | 30 de enero de 2005 (Canal Super Ñ)          |
| 82               | 29                   | «Trufante, "mon amour"» «Fredolic mon amour»                                                       | 21 de septiembre de 2004 (El 33)      | 31 de enero de 2005 (Canal Super Ñ)          |
| 83               | 30                   | «El perro de los chistes» «El gos dels acudits»                                                    | 22 de septiembre de 2004 (El 33)      | 1 de febrero de 2005 (Canal Super Ñ)         |
| 84               | 31                   | «RT, el perro extraterrestre» «RT, el gos extraterrestre»                                          | 23 de septiembre de 2004 (El 33)      | 2 de febrero de 2005 (Canal Super Ñ)         |
| 85               | 32                   | «El perro que sabía demasiado» «El gos que sabia massa»                                            | 24 de septiembre de 2004 (El 33)      | 3 de febrero de 2005 (Canal Super Ñ)         |
| 86               | 33                   | «El otro Scruff» «L'altre Rovelló»                                                                 | 27 de septiembre de 2004 (El 33)      | 4 de febrero de 2005 (Canal Super Ñ)         |
| 87               | 34                   | «Amos y perros» «Amos i gossos»                                                                    | 28 de septiembre de 2004 (El 33)      | 5 de febrero de 2005 (Canal Super Ñ)         |
| 88               | 35                   | «La cita»                                                                                          | 29 de septiembre de 2004 (El 33)      | 6 de febrero de 2005 (Canal Super Ñ)         |
| 89               | 36                   | «El Guitarra cambia de casa» «Guitarra canvia de casa»                                             | 30 de septiembre de 2004 (El 33)      | 7 de febrero de 2005 (Canal Super Ñ)         |
| 90               | 37                   | «Luis, hombre libre» «Llisot, home lliure»                                                         | 1 de octubre de 2004 (El 33)          | 8 de febrero de 2005 (Canal Super Ñ)         |
| 91               | 38                   | «Un mal día»                                                                                       | 4 de octubre de 2004 (El 33)          | 9 de febrero de 2005 (Canal Super Ñ)         |
| 92               | 39                   | «Fantasmas en el desván» «Fantasmes a les golfes»                                                  | 5 de octubre de 2004 (El 33)          | 10 de febrero de 2005 (Canal Super Ñ)        |
| 93               | 40                   | «Seguros para perros» «Assegurances per a gossos»                                                  | 6 de octubre de 2004 (El 33)          | 11 de febrero de 2005 (Canal Super Ñ)        |
| 94               | 41                   | «No a las guerras» «No a les guerres»                                                              | 7 de octubre de 2004 (El 33)          | 12 de febrero de 2005 (Canal Super Ñ)        |
| 95               | 42                   | «Luis, protagonista» «Llisot protagonista»                                                         | 8 de octubre de 2004 (El 33)          | 13 de febrero de 2005 (Canal Super Ñ)        |
| 96               | 43                   | «Autopista en Navell» «Autopista a Navell»                                                         | 11 de octubre de 2004 (El 33)         | 14 de febrero de 2005 (Canal Super Ñ)        |
| 97               | 44                   | «Intimidad» «Intimitat»                                                                            | 13 de octubre de 2004 (El 33)         | 15 de febrero de 2005 (Canal Super Ñ)        |
| 98               | 45                   | «Familias "non gratas"» «Famílies non grates»                                                      | 14 de octubre de 2004 (El 33)         | 16 de febrero de 2005 (Canal Super Ñ)        |
| 99               | 46                   | «Eclipsados» «Eclipsats»                                                                           | 15 de octubre de 2004 (El 33)         | 17 de febrero de 2005 (Canal Super Ñ)        |
| 100              | 47                   | «Un petardo demasiado sonoro» «Un petard massa sorollós»                                           | 18 de octubre de 2004 (El 33)         | 18 de febrero de 2005 (Canal Super Ñ)        |
| 101              | 48                   | «El caso de las gallinas que ponían huevos fritos» «El cas de les gallines que ponien ous ferrats» | 19 de octubre de 2004 (El 33)         | 19 de febrero de 2005 (Canal Super Ñ)        |
| 102              | 49                   | «Guitarra, sin guitarra» «Guitarra sense guitarra»                                                 | 20 de octubre de 2004 (El 33)         | 20 de febrero de 2005 (Canal Super Ñ)        |
| 103              | 50                   | «Mira cómo hablan» «Guaita com parlen»                                                             | 21 de octubre de 2004 (El 33)         | 21 de febrero de 2005 (Canal Super Ñ)        |
| 104              | 51                   | «Rebelión en la serie» «Rebel·lió a la sèrie»                                                      | 22 de octubre de 2004 (El 33)         | 22 de febrero de 2005 (Canal Super Ñ)        |
| 105              | 52                   | «¿Dónde está todo el mundo?» «On és tothom?»                                                       | 29 de octubre de 2004 (El 33)         | 23 de febrero de 2005 (Canal Super Ñ)        |

## Películas
| Película | Título                                                                          | Fecha de estreno en Cataluña (España) | Fecha de estreno en España (escala nacional) | Notas                                                              |
| -------- | ------------------------------------------------------------------------------- | ------------------------------------- | -------------------------------------------- | ------------------------------------------------------------------ |
| 1        | «Scruff. Un cuento de Navidad» «Rovelló. Conte de Nadal»                        | 23 de diciembre de 2005 (TV3)         | 24 de diciembre de 2005 (Canal Super Ñ)      | [ 5 ]                                                              |
| 2        | «Scruff y la leyenda de san Jorge» «Rovelló i la llegenda de Sant Jordi»        | 23 de abril de 2006 (K3)              | 24 de abril de 2006 (Canal Super Ñ)          | [ 6 ]                                                              |
| 3        | «Scruff. El sueño de una noche de verano» «Rovelló. El somni d'una nit d'estiu» | 23 de junio de 2006 (K3)              | 24 de junio de 2006 (Canal Super Ñ)          | [ 7 ]                                                              |
| 4        | «Scruff en Halloween» «Rovelló a Halloween»                                     | 1 de noviembre de 2006 (K3)           | 28 de octubre de 2011 (cines)                | [ 8 ]                                                              |
| 5        | «Scruff. El carnaval de la Cenicienta» «Rovelló. El carnaval de la Ventafocs»   | 8 de febrero de 2007 (TV3)            | 13 de marzo de 2010 (cines)                  | [ 9 ]                                                              |
| 6        | «Scruff. Una Navidad sin Papá Noel» «Rovelló. Un Nadal sense Noel»              | 15 de diciembre de 2007 (cines)       | 15 de diciembre de 2007 (cines)              | ganadora del premio Gaudí a la mejor película de animación en 2009 |